# Liste der Biografien/Am
Liste der Biografien |
Portal Biografien |
Personensuche
# |
A |
B |
C |
D |
E |
F |
G |
H |
I |
J |
K |
L |
M |
N |
O |
P |
Q |
R |
S |
T |
U |
V |
W |
X |
Y |
Z |
?
 
Aa |
Ab |
Ac |
Ad |
Ae |
Af |
Ag |
Ah |
Ai |
Aj |
Ak |
Al |
Am |
An |
Ao |
Ap |
Aq |
Ar |
As |
At |
Au |
Av |
Aw |
Ax |
Ay |
Az
 
Ama |
Amb |
Amc |
Amd |
Ame |
Amf |
Amg |
Amh |
Ami |
Amj |
Amk |
Aml |
Amm |
Amn |
Amo |
Amp |
Amr |
Ams |
Amt |
Amu |
Amw |
Amy |
Amz
Die Liste der Biografien führt alle Personen auf, die in der deutschsprachigen Wikipedia einen Artikel haben. Dieses ist eine Teilliste mit 9 Einträgen von Personen, deren Namen mit den Buchstaben „Am“ beginnt.

## Am
- Am Ende, Christian Gottlob Ernst (1819–1890), deutscher Bibliothekar und Autor
- am Ende, Doris (1857–1944), deutsche Landschaftsmalerin und Grafikerin
- am Ende, Hans (1864–1918), deutscher Maler und GrafikerHans am Ende (1864–1918)

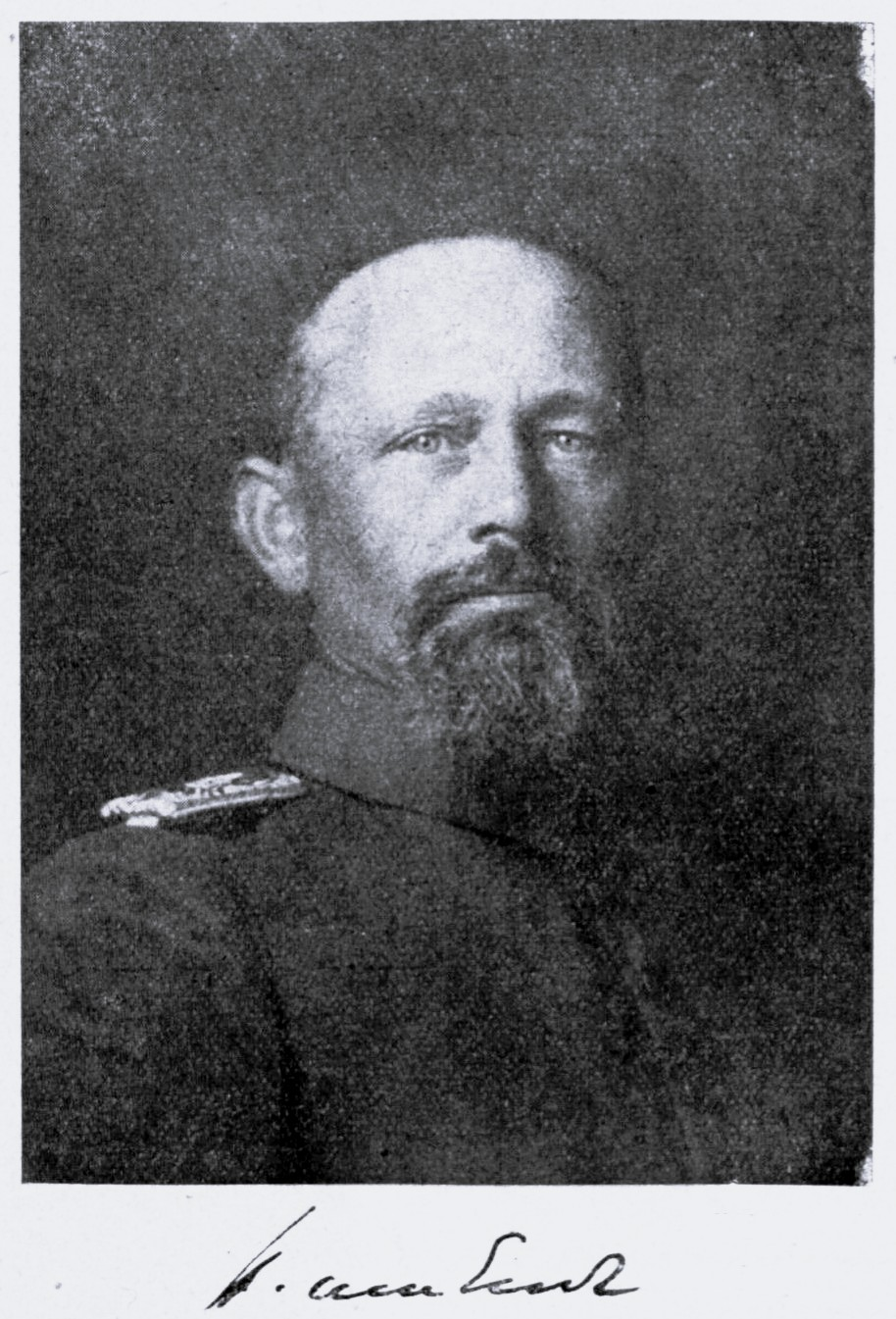
Hans am Ende (1864–1918)

- am Ende, Johann Heinrich (1645–1695), deutscher Maler
- am Ende, Johann Joachim Gottlob (1704–1777), deutscher evangelischer Theologe
- am Ende, Karl Friedrich (1756–1810), österreichischer Feldmarschallleutnant
- Am Ende, Ursula (* 1933), deutsche Schauspielerin
- Am, Lukhanyo (* 1993), südafrikanischer Rugbyspieler
- Åm, Magnar (* 1952), norwegischer Komponist, Organist und Kantor